# Com un torrent
Com un torrent (títol original en anglès Some Came Running) és una pel·lícula estatunidenca dirigida per Vincente Minnelli i estrenada l'any 1958. Ha estat doblada al català.
La pel·lícula va ser popular entre el públic. Segons els registres de la Metro-Goldwyn-Mayer, va guanyar 4.245.000 dòlars als Estats Units i Canadà i 2.050.000 dòlars a la resta de països, convertint-se en la desena pel·lícula amb més guanys del 1958. Però el seu alt cost va significar que MGM registrés una pèrdua de 207.000 dòlars.

## Argument
Després d'una llarga absència, un escriptor torna al seu poble natal. Durant aquests anys, ha tingut
temps de perdre gairebé totes les il·lusions. Un cop a casa, compartirà els seus moments amb tres personatges: un jugador, una professora i una noia ignorant.

## Comentaris
A partir de la novel·la de James Jones, Minnelli traça una incisiva mirada sobre l'Amèrica provinciana, confrontant perfectament el desencís vital del personatge principal amb la resta de personatges, abocats a viure entre la hipocresia social i la repressió dels seus autèntics sentiments. Només el personatge de McLaine aporta autenticitat i generositat de veritat. L'actriu broda un personatge que la dugué a les portes de l'Oscar.
Una bona part de la pel·lícula es va rodar a prop de la ciutat de Madison, Indiana. Shirley MacLaine va explicar que Sinatra va ser "assetjat" per les dones d'Indiana, i que en un moment donat, una dona va saltar-se una barrera al voltant d'una casa i es va llançar sobre Sinatra mentre el seu marit corria per detenir-la, demanant "Helen, ni tan sols coneixes aquest home!".
Com un torrent' va ser elogiada tant a nivell nacional com internacional. A la revista The Variety es va comentar que "la novel·la de Jones ha estat incorporada en allò més essencial dins el guió i es presenta amb un diàleg net i amb situacions incisives."

## Repartiment
- Frank Sinatra: Dave Hirsh
- Dean Martin: Bama Dillert
- Shirley MacLaine: Ginnie Moorehead
- Martha Hyer: Gwen French
- Arthur Kennedy: Frank Hirsh
- Nancy Gates: Edith Barclay, la secretària de Frank
- Leora Dana: Agnes Hirsh
- Betty Lou Keim: Dawn Hirsh
- Larry Gates: el professor Robert Haven French
- Steven Peck: Raymond Lanchak
- Connie Gilchrist: Jane Barclay, la mare d'Edith
- Ned Wever: Smitty, el patró de Smitty's Bar